# Alois Ickstadt
Alois Ickstadt (* 22. September 1930 in Niederjosbach im Main-Taunus-Kreis, Hessen) ist ein deutscher Pianist, Dirigent, Chorleiter, Lehrer, Hochschuldozent und Komponist.

## Leben und Werk
Ickstadt gründete als Sechzehnjähriger seinen ersten Singkreis. Er studierte mit den Choristen unter anderem Choräle von Johann Sebastian Bach und Orlando di Lasso ein. Dies fiel seinerzeit aus dem Rahmen. Aus diesem Singkreis ging später der noch heute bestehende Niederjosbacher Kirchenchor hervor.
Ickstadt studierte zunächst an der Hochschule für Musik und Darstellende Kunst Frankfurt am Main das Fach Schulmusik und schloss nach der Referendarzeit mit dem 2. Staatsexamen ab. Danach schlossen sich Studien bei Erich Flinsch (Meisterklasse Klavier), Kurt Hessenberg (Komposition) sowie Walther Davisson und Karl Maria Zwißler (Kapellmeisterstudium) an.
Daneben ergänzte er seine musikalische Ausbildung an der Johann Wolfgang Goethe-Universität Frankfurt am Main durch Studien in Germanistik, Musikwissenschaften sowie Philosophie- und Geschichtswissenschaften, weil es ihm „immer schon wichtig war, über die Musik hinaus auch den Sinn und die kulturellen Zusammenhänge zu verstehen“. An der Universität belegte er Kurse bei Theodor Adorno und Max Horkheimer. Nach den Worten Ickstadts habe deren freigeistige humanistische Philosophie sein Leben geprägt.
Neben dem Studium war er künstlerisch als Pianist aktiv, der Hessische Rundfunk und andere Sender der ARD verpflichteten ihn zu Produktion zeitgenössischer Musik. Dabei wirkte er bei wichtigen Erstaufführungen Neuer Musik unter der Leitung von Pierre Boulez, Dean Dixon, Sixten Ehrling und Sir Georg Solti mit.
Von 1958 bis 1968 war Ickstadt Lehrer am Frankfurter Goethe-Gymnasium. Er unterrichtete vorrangig Deutsch und Sozialkunde, nur zeitweise Musik.

„Keine noch so gute Didaktik kann die Live-Musik ersetzen. Musik muss lebendig und wahrhaftig bleiben.“

Ab Anfang der 1960er Jahre schuf er in Kooperation mit dem Hessischen Rundfunk eine Konzeption für einen neuen Weg in der Arbeit mit Chören, der auf Kontinuität gegründet war. Die Idee bestand in einer durchgehenden Ausbildung und Betreuung der Chorsänger vom Kindes- bis zum Erwachsenenalter. Grundlage dieser Idee war der von Ickstadt beobachtete und beklagte Umstand, dass das Singen in der deutschen Musikpädagogik zur damaligen Zeit weitestgehend entfallen, das Singen von Volksliedern verpönt war. Zurückzuführen war dies zum Teil darauf, dass die Nationalsozialisten das deutsche Volkslied ideologisch instrumentalisiert hatten, zu einem weiteren Teil auf den US-amerikanisch beeinflussten Musikgeschmack. Aus seiner Arbeit mit dem Kinderchor des Hessischen Rundfunks, der eng mit dem Schulfunk des hr verbunden war, ging 1966 der von Ickstadt begründete Figuralchor des Hessischen Rundfunks hervor. Ziel war neben einer systematischen stimmlichen Ausbildung eine allgemeine musikalische Bildung. Aus dieser Idee entstand später der Chorverbund Figuralchor-Kinderchor Frankfurt e. V., dem Alois Ickstadt bis heute als künstlerischer Leiter vorsteht. Zusammen mit dem Figuralchor Frankfurt wirkt Alois Ickstadt in zahlreichen Konzerten, Produktionen und Aufnahmen. Als Pianist begleitet er namhafte Sängerinnen und Sänger.
Durch den stetig wachsenden Umfang seiner überregionalen Tätigkeiten gab er nach der 650-Jahr-Feier Eppsteins, für die er eigens eine Kantate für Chor und Orchester schrieb, die Chorleitung in Niederjosbach an einen Nachfolger ab.
Im Jahr 1970 erhielt Ickstadt eine ordentliche Professur an der Hochschule für Musik und Darstellende Kunst in Frankfurt am Main, die er bis zu seiner Emeritierung im Jahr 1995 ausübte. Ickstadt ist auch nach der Emeritierung in zahlreichen kulturellen Gremien aktiv und hat als Mitglied des Landesmusikrates Hessen an einem Landesmusikplan für Schulen mitgewirkt.

## Ehrungen
- Verdienstmedaille des Bundesverdienstordens (29. Februar 1996)[4]
- Ehrenplakette der Stadt Frankfurt am Main (9. Juni 2006)[5]
- Orlando-di-Lasso-Medaille (2015)

## Werke
- Eppstein-Kantate. Dreiteiliges Oratorium für Chor und Orchester – Mittelalter, 30-jähriger Krieg, Neuzeit. Zur 650-Jahrfeier von Eppstein im Taunus. 1968
- Kritzel-Kratzel will zum Mond. Spannendes Hörspiel. 25711 XAW. Ariola Eurodisc. München 1979
- Kritzel-Kratzel und was nun?. Spannendes Hörspiel. 25712 XAW. Ariola Eurodisc. München 1979
- Richard Rudolf Klein: Kinder musizieren. Schulwerk für das erste Zusammenspiel. Fidulafon 1165. Fidula. Boppard und Salzburg 1981
- Joseph Haydn: Die Jahreszeiten. F 669 500/01. Frankfurter Museumsgesellschaft. Frankfurt am Main 1987.
- Gallus-Konzerte in der Barockkirche zu Flörsheim am Main. Werke von Wolfgang Amadeus Mozart, Felix Mendelssohn Bartholdy, Joseph Rheinberger u. a. Opus 27035. Cappella Wiesbaden 1989
- Alexander Zemlinsky: Der Traumgörge. Capriccio 10 241/42. Delta Music. Frechen 1989
- Gallus-Konzerte Flörsheim am Main. Werke von Wolfgang Amadeus Mozart, Dietrich Buxtehude, Felix Mendelssohn Bartholdy, Johann Sebastian Bach, Joseph Haydn, Joseph Rheinberger u. a. Opus 27042. Cappella Wiesbaden 1990
- Carl Orff: Carmina burana – Lieder aus der Benediktbeurer Handschrift für 3 Soli, gemischten Chor und Orchester. Frankfurter Museumsgesellschaft. Frankfurt am Main 1992.
- Johannes Brahms: Zigeunerlieder op. 103. Schwann Musica Mundi 3-16 16-2. Koch International. München 1992.
- Carl Orff: Trionfi (Trittico teatrale). Wergo WER 6275-2. Schott Wergo Music Media. Mainz 1995
- Andrej M. Volkonskij: Der 148. Psalm u. a. Wergo WER 6601-2. Schott Wergo Music Media. Mainz 1996
- Johannes Brahms, Felix Mendelssohn Bartholdy, Franz Schubert – Gedenk-Konzert. Melisma 7139/40-2. Cappella Wiesbaden 1998
- Johannes Brahms: Ein deutsches Requiem: nach Worten der Heiligen Schrift; für Soli, Chor und Orchester; op. 45. Melisma 7177-2. Cappella Wiesbaden 2001
- Felix Mendelssohn Bartholdy: Elias – Oratorium nach Worten des Alten Testaments; für Soli, Chor und Orchester; opus 70. Frankfurter Museumsgesellschaft. Frankfurt am Main 2001.
- Johann Sebastian Bach – Messe h-Moll BWV 232. Melisma. Cappella Wiesbaden